# 掃叭隧道
掃叭隧道，是一座位在臺灣花蓮縣瑞穗鄉的已廢棄鐵路隧道。

## 歷史
大正3年（1914年）6月15日，掃叭隧道在臺灣總督府鐵道部規劃下以人力動工開挖。工事期間，當地地層屢屢發生地質及自然災害問題，並使得工程進度嚴重延遲；當時，因湧泉等原因，隧道工址上部為黏土、下部為泥土。
大正5年（1916年）10月18日（17日？），掃叭隧道完工，全長共1,166.33公尺。
大正6年（1917年）11月1日，隨著臺東線瑞穗至玉里路段通車營運，掃叭隧道也開始通車。
因隧道兩端引道坡度超過千分之20不利列車行駛，再加上隧道內部漏水老化問題無法解決，當局決定在臺東線拓寬時新建自強一號與自強二號隧道取而代之。
後來，因自強隧道工程進度延遲，臺灣鐵路管理局花蓮管理處決定利用掃叭隧道進行降道工程並鋪設軌距1,067mm軌道供列車行駛暫用。
民國73年（1984年）12月28日，路線切換完成，掃叭隧道隨之廢棄至今。

## 出口題字
- 北口：第五任台灣總督佐久間左馬太「無窮」
- 南口：第六任台灣總督安東貞美「宏達」[5][6][7]